# ProjektPro
PROJEKT PRO ist die kommerzielle Planungssoftware der Firma Projekt Pro GmbH für Architekten und Bauingenieure der gleichnamigen Firma PROJEKT PRO GmbH, die seit 1992 entwickelt wird. Die Software wird zur Planung von Bauprojekten und für die Abwicklung administrativer Aufgaben in Planungsbüros verwendet.

## Funktionsumfang
PROJEKT PRO bietet ein breites Funktionsspektrum, welches von der Mitarbeiteranlage und -verwaltung, einer vollständigen Adress- und Ansprechpartnerverwaltung, der Angebotserstellung, (mobilen) Zeiterfassung bis hin zur Rechnungsstellung reicht. PROJEKT PRO berücksichtigt dabei branchenspezifische Vorgaben wie die HOAI zur Ermittlung entsprechender Honorare sowie einer projektbezogenen Kostenverfolgung und Ressourcenplanung.
PROJEKT PRO besteht aus Software-Lösungen für Projekt-Controlling und -Management mit den Produkten PRO controlling, PRO enterprise mit PRO simulation, PRO management, PRO building, PRO forms, PRO tasks, PRO ava und PRO topic.
PRO topic ist die neueste cloud-basierte Entwicklung des Unternehmens und unterstützt vor allem beim mobilen Baumanagement vor Ort auf der Baustelle und bei der Zusammenarbeit im Büro.

## Verbreitung
PROJEKT PRO kam im Jahr 1992 auf den deutschen Markt und kann auf eine große Verbreitung in Architektur- und Ingenieurbüros im deutschsprachigen Raum verweisen. Seit 2009 steht eine englische, seit 2015 eine französische Version zur Verfügung. Derzeit (Stand Juli 2021) wird die Software nach Aussage des Herstellers in 5 Ländern in über 2.000 Architektur- und Ingenieurbüros von 18.000 Usern genutzt. Dabei sind die meisten Anwender in Deutschland, Österreich und der Schweiz.
Die Software findet regelmäßig in Fachzeitschriften Erwähnung (z. B. Deutsches Ingenieurblatt (Schiele und Schön), Bauingenieur (VDI Verlag) und Computer Spezial (Bauverlag)). Für die innovative Umsetzung als Datenbanksystem wurde PROJEKT PRO bereits mehrmals mit dem FileMaker Award ausgezeichnet. Zudem wird nach jährlicher Überprüfung das PeP-7-Zertifikat verliehen.

## Geschichte
Als Landschaftsarchitekt gründete Harald Mair 1992 das Unternehmen 'mair pro' mit dem Ziel, ein bedienerfreundliches macOS Programm für den kompletten AVA-Prozess zu entwickeln.
Die erste Version kam 1992 auf den Markt und war eine solitäre Lösung zur Abwicklung der AVA. 1995 folgte das Produkt PRO controlling.
Inzwischen ist das AVA-Programm Teil einer vollständigen Lösung für dynamisches Controlling und effizientes Management im Planungsbüro.
Im Jahr 2013 vollzog das Unternehmen einen weiteren wichtigen Schritt. Die Produktmarke PROJEKT PRO und das Unternehmen verschmolzen zur PROJEKT PRO GmbH und das Unternehmen positionierte sich mit einem neuen Marktauftritt und dem Selbstverständnis ‘einfach arbeiten‘.
Fast 40 Mitarbeiter beschäftigen sich heute bei PROJEKT PRO mit innovativer Softwareentwicklung auf dem neuesten Stand der Technik. Immer mit dem Fokus, den Tagesablauf von Architekten und Ingenieuren zu optimieren und damit mehr Freiraum für Kreativität zu schaffen.

## Softwarearchitektur
PROJEKT PRO baut auf einem Datenbankmanagementsystem von FileMaker auf. PROJEKT PRO läuft unter den Betriebssystemen Windows, mac OS und iOS. Mischnetzwerke sind möglich.
Das Produkt PRO topic ist eine cloudbasierte Softwarelösung, sodass für die Nutzung eine Internetverbindung ausreicht. Die Verwendung ist unter allen Betriebssystemen möglich, da die Software im Browser läuft. Zudem gibt es jeweils eine App für iOS und Android.

## Integration mit Fremdsystemen / Schnittstellen
- GAEB 90
- GAEB DA XML
- ORCA AVA
- vCard
- Apple Adressbuch Kontakte (Apple)
- Mail (Apple)
- Apple Kalender iCalendar
- CalDAV
- POP3 Post Office Protocol
- IMAP Internet Message Access Protocol
- Starface
- Tapi Telephony Application Programming Interface
- Tabellenformatierte Ex- und Importe

## Zugriff auf Ausschreibungstexte und Elemente
- StLB-Bau Dynamische Baudaten online
- Herstellertexte von www.ausschreiben.de über Download als GAEB-Datei
- sirAdos Baudaten